# Utah Utes
Utah Utes är idrottslagen som representerar University of Utah i Salt Lake City. Namnet är hämtat från Ute-stammen, en ursprungsbefolkning som har bott i området i minst 1 000 år. Efter flera väpnade konflikter med mormonska bosättare 1861 flyttades Utes till Uintah-bassängen i nordöstra Utah. Idag finns deras huvudkontor i Fort Duchesne, Utah, och Ute-stammen, med 3 300 medlemmar och egen stamregering, är fortfarande en levande del av delstaten. Universitetet har ett pågående samarbete med Ute Tribal Business Committee, vilket tillåter användningen av smeknamnet "Utes" för sina idrottslag. 

## Idrottslagen[8]
Utah Utes består av 19 idrottslag som representerar University of Utah. Det finns sju herrlag, elva damlag och ett mixat lag. Hemmamatcher spelas i arenor som Rice-Eccles Stadium (amerikansk fotboll), Jon M. Huntsman Center (basket) och Smith's Ballpark (baseball). Rice-Eccles Stadium är också känd för att ha varit platsen för öppnings- och avslutningsceremonierna vid Olympiska vinterspelen 2002. Maskoten är Swoop, en rödstjärtad hök, en inhemsk fågel i Utah.
Mark Harlan är sportdirektör för Utah Utes. Laget har haft stor framgång inom flera sporter under hans ledning, inklusive basket, amerikansk fotboll och gymnastik i NCAA Division I.  En framstående idrottare är Emilia Nilsson Garip, en svensk simhoppare och student vid University of Utah, som bidragit till lagets internationella erkännande.

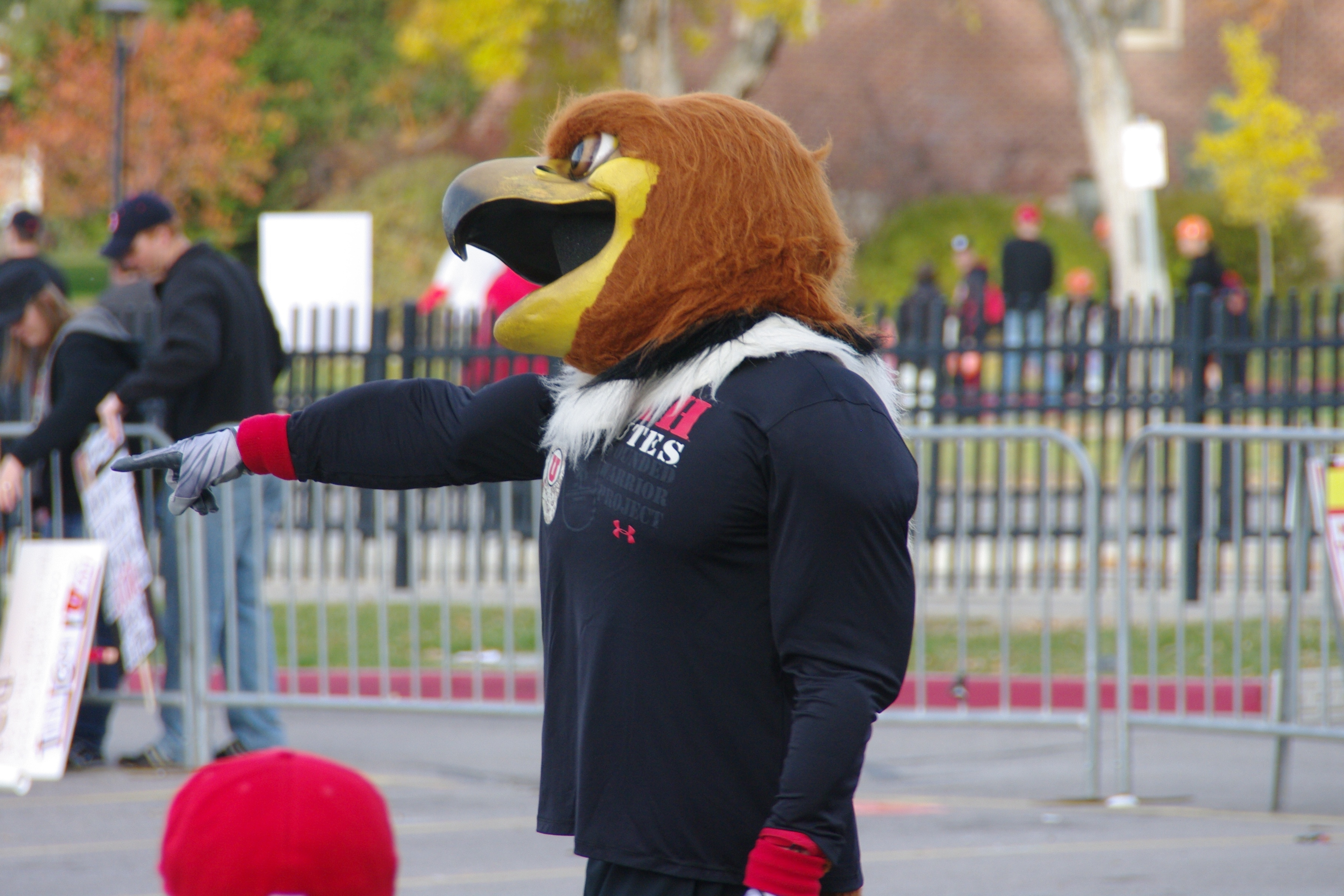
Swoop, den rödstjärtade höken, är maskoten för Utah Utes (idrottslagen vid University of Utah).

| Herr sporter          | Dam sporter         |
| --------------------- | ------------------- |
| Baseball              | Basket              |
| Basket                | Beachvolleyboll     |
| Amerikansk fotboll    | Terränglöpning      |
| Golf                  | Artistisk gymnastik |
| Lacrosse              | Fotboll             |
| Simning & Simhopp     | Softboll            |
| Tennis                | Simning & Simhopp   |
|                       | Tennis              |
|                       | Friidrott           |
|                       | Volleyboll          |
| Samkönade sporter     |                     |
| Backhoppning & Slalom |                     |

## Idrottskonferenser
Utah Utes tävlar i NCAA Division I och är medlemmar i flera olika konferenser:
- Pac-12 Conference: En av de främsta idrottskonferenserna i västra USA, känd för sin höga konkurrensnivå och akademiska standard. Konferensen grundades 1915 som Pacific Coast Conference och bytte namn till Pac-12 när University of Colorado och University of Utah anslöt sig 2011.[20][21][22]
- Atlantic Sun Conference (ASUN): En konferens främst för skolor i sydöstra USA. Den sponsrar en mängd olika sporter, inklusive herrlacrosse där Utah Utes tävlar.[23][24]
- Mountain Pacific Sports Federation (MPSF): Erbjuder tävlingsmöjligheter för sporter som inte har tillräckligt många lag för egna konferenser, till exempel Utah Utes friidrottslag.[25][26]
- Rocky Mountain Intercollegiate Ski Association (RMISA): En konferens för skidprogram från universitet i västra USA, känd för sina tävlingar inom både alpina och nordiska grenar.[27][28]

## Mästerskap
Utah Utes har haft betydande framgångar inom flera sporter och har vunnit ett flertal nationella mästerskap inom NCAA och andra organisationer, totalt har Utah Utes vunnit 25 mästerskapstitlar.
| Kategori                        | Sport                                                                 | År |
| ------------------------------- | --------------------------------------------------------------------- | --- |
| NCAA-lagmästerskap              |                                                                       | |
| Herr                            | Basket                                                                | 1944 |
|                                 | Skidåkning                                                            | 1981 |
| Dam                             | Gymnastik                                                             | 1982, 1983, 1984, 1985, 1986, 1990, 1992, 1994, 1995                                                        |
| Mixat                           | Skidåkning                                                            | 1983, 1984, 1986, 1987, 1988, 1993, 1996, 1997, 2003, 2017, 2019, 2021, 2022, 2023                          |
|                                 |                                                                       | |
| Övriga nationella lagmästerskap |                                                                       | |
| Herr                            |                                                                       | |
|                                 | Basket                                                                | 1916 (Amateur Athletic Union), 1947 (National Invitation Tournament)                                        |
|                                 | Amerikansk fotboll                                                    | 2004 (obesegrade, inga utvalda), 2008 (utsågs till vinnare av Anderson & Hester och Wolfe beräkningssystem) |
|                                 | Skidåkning                                                            | 1947 |
| Dam                             |                                                                       | |
|                                 | Association for Intercollegiate Athletics for Women (AIAW) mästerskap | |
|                                 | Terränglöpning                                                        | 1981 (Div. II)                                                                                              |
|                                 | Gymnastik                                                             | 1981 |
|                                 | Skidåkning                                                            | 1978 |

## Smeknamnet
Namnet "Utes" kommer från Ute-stammen, som delstaten Utah är uppkallad efter. Ute-stammen har gett University of Utah tillstånd att använda namnet för sina idrottslag, vilket har gjort det möjligt för skolan att behålla namnet när NCAA pressade medlemsskolor att sluta använda namn med anknytning till ursprungsbefolkningen. Herrarnas basketlag kallas "Runnin' Utes"; kvinnornas basketlag kallas nu "Utes"; och kvinnornas gymnastiklag kallas "Red Rocks." Före 1972 använde Utah smeknamnet "Redskins," men universitetet slutade med detta på grund av att termen anses stötande.